# Uther Pendragon
Uther Pendragon (pen-dragon = "hoofd van de draken") is volgens de legende, zoals beschreven door Geoffrey van Monmouth, een koning van Brittannië, en de vader van Koning Arthur. In het Frans wordt hij Uterpendragon of Utependragon genoemd, in het Welsh Uthyr Pendragon en in het Iers Iubhair. Wellicht heeft de voornaam Uther dezelfde oorsprong als Arthur.
Uther wordt het eerst beschreven door Geoffrey van Monmouth in zijn boek "Historia Regum Britanniae" (Geschiedenis van de Koningen van Brittannië). Volgens Monmouth maakte hij Igraine zwanger terwijl hij op magische wijze was vermomd als haar echtgenoot Gorlois, Hertog van Cornwall. Het gegeven van de buitenechtelijke geboorte van Arthur wordt herhaald als Arthur vader wordt van Mordred in latere legendes van Koning Arthur. Bij Monmouth zijn Mordred en Gawain de zonen van koning Loth en Arthur's zuster Anna. Dus is Mordred Arthur's neef.
Volgens Monmouth is Uther de jongere broer van Aurelius Ambrosius en de troonopvolger van de Loegrie/Logres. Beiden zouden jongere broers zijn van Constans, die door Vortigern als stroman op de troon werd gezet, daarna door dezelfde Vortigern werd vermoord. Alle drie zouden zoons zijn van een koning Constantijn, die wellicht een samensmelting is van de historische keizer Constantijn III van Rome, en koning Constantijn van Dumnonië die in de 6e eeuw leefde, en zelfs wellicht met een derde Constantijn die voorkomt in de kronieken van Wales.
Uther Pendragon ging met vijftienduizend man naar Ierland om met de hulp van Merlijn de stenen van Mount Killaraus, de Ring van de Reuzen, naar Kaer Radoc (Salisbury) over te brengen. Reuzen uit Afrika hadden de stenen in Ierland neergezet. Aurelius Ambrosius wilde een herdenkingsmonument oprichten voor de gevallen baronnen en graven, die op Mount Ambrius begraven lagen. Zo werd Stonehenge opgericht, volgens de Historia regum Britanniae. Eapa van de Ambronen deed zich voor als dokter en vergiftigde Aurelius Ambrosius, die ziek lag in Winchester. Na zijn dood werd ook hij binnen de Ring van de reuzen begraven.
De achternaam Pendragon wordt verklaard door een komeet in de vorm van een draak die Uther gezien zou hebben en die hem inspireert tot het maken van twee drakenvaandels. Eén is voor de kerk in Winchester, de ander is het vaandel voor zijn leger. De ster verschijnt drie maal. Merlijn verklaart dat koning Aurelius Ambrosius is overleden. Uther Pendragon is de draak en zijn kinderen worden ook door de komeet voorgesteld: Arthur en Anna, wier nakomelingen Arthur zullen opvolgen.
Uther Pendragon neemt Octa en Eosa, de zonen van Hengist gevangen en sluit hen op in Londen. Tijdens Pasen, als hij de kroon in ontvangst neemt en er een groot feest wordt gevierd, wordt Uther Pendragon verliefd op Igerna (Igraine), de echtgenote van Gorlois, de hertog van Cornwall. Die verlaten daarom voortijdig het feest en Gorlois verschanst zich in kasteel Dimilioc en hij laat zijn vrouw achter in kasteel Tintagel, dat beter te beschermen is. Terwijl zijn manschappen Dimilioc belegeren, verandert Uther door de magie van Merlijn zijn uiterlijk, waardoor hij op Gorlois lijkt. Samen met Merlijn als Britahel en Ulfin van Rhyddcaradoc als Jordan van Tintagel, Gorlois' dienaar, vertrekt hij naar Tintagel. Uther slaapt met Igraine en die nacht wordt Arthur verwekt. Bij de belegering komt Gorlois om en Uther maakt Igraine tot zijn wettige echtgenote.
Als de Saksen weer binnen komen en Lot van Lothian, Anna's echtgenoot en Arthur's zwager, de troepen niet kan weerstaan, komt de zieke Uther Pendragon in actie. Vanaf zijn draagbed belegert hij Verulamium, waar Octa en Eosa zich ophouden. Zij waren uit de Londense gevangenis ontsnapt, samen met hun bewaarders. Uther verslaat hen, maar wordt met honderd anderen vergiftigd, als ze water uit een heldere fontein drinken. Dan wordt ook hij, naast zijn broer Aurelius Ambrosius, binnen Stonehenge begraven. De vijftienjarige Arthur volgt hem op als koning der Britten.
Teksten uit Wales noemen nog een zoon van Uther, Madoc, de vader van Arthurs neef Eliwlod. Daarnaast heeft Uther in Monmouths teksten ook een dochter bij Igraine: Anna. Deze Anna zou trouwen met koning Lot van Lothian en Noorwegen, en zou de moeder zijn van Gawain en Mordred. In latere romantische vertellingen is Gawains moeder meestal Igraines dochter uit een eerder huwelijk. Verder claimt Monmouth in zijn boek dat koning Lot getrouwd was met de zuster van Aurelius Ambrosius toen die nog aan de macht was.
In genealogieën uit Wales komt Anna voor als de moeder van Howel van Bretagne (die door Geoffrey ook wordt genoemd, als Arthurs neef Hoel, zoon van koning Budicius). In deze genealogieën is Anna echter niet gerelateerd aan Uther Pendragon.
Er is een alternatief verhaal over de achtergrond van Uther Pendragon in Wolfram von Eschenbach's Parzival. Een zekere Mazadân ging met ene Fay, genaamd Terdelaschoye naar het land Feimurgân. (Het lijkt op bijeenrapen uit een andere bron waarin wordt vermeld dat Mazadân alliantie met Morgan le Fay in Terre de la Joye, 'land van vreugde'). Mazadân wordt vader van Gandin van Anjou, de vader van Gahmuret, de vader van Parcival. Overeenkomstig worden Uther en Arthur hier opgevoerd als de afstammelingen van een fictief vijfde- of zesde-eeuws Huis van Anjou.
Uther speelt ook een rol in de middeleeuwse Engelse romance Sir Cleges.